# Валеш (Алфандега-да-Фе)
Валеш (порт. Vales; МФА: [ˈva.ɫɨʃ]) — парафія в Португалії, у муніципалітеті Алфандега-да-Фе. Розташована в північно-східній частині країни, на теренах історичної португальської провінції Трансмонтана. Входить до складу округу Браганса. За адміністративним поділом, чинним до 1976 року, терени парафії були складовою провінції Трансмонтана і Верхнє Дору. Належить до Брагансько-Мірандської діоцезії Католицької церкви. Патрон — Святий Хрест. Площа — 6,7850 км². Населення — 78 ос. (2011). Слабо урбанізований регіон. Густота населення — 11,5 осіб/км²
. Код — 040116.

## Населення
| Кількість мешканців | Кількість мешканців | Кількість мешканців | Кількість мешканців | Кількість мешканців | Кількість мешканців | Кількість мешканців | Кількість мешканців | Кількість мешканців | Кількість мешканців | Кількість мешканців | Кількість мешканців | Кількість мешканців | Кількість мешканців | Кількість мешканців |
| ------------------- | ------------------- | ------------------- | ------------------- | ------------------- | ------------------- | ------------------- | ------------------- | ------------------- | ------------------- | ------------------- | ------------------- | ------------------- | ------------------- | ------------------- |
| 1864                | 1878                | 1890                | 1900                | 1911                | 1920                | 1930                | 1940                | 1950                | 1960                | 1970                | 1981                | 1991                | 2001                | 2011                |
| 226                 | 236                 | 226                 | 233                 | 224                 | 174                 | 192                 | 202                 | 217                 | 204                 | 166                 | 156                 | 113                 | 70                  | 78                  |